# برايان آدامز (منافس ألعاب قوى)
برايان آدامز (بالإنجليزية: Brian Adams) هو منافس ألعاب قوى بريطاني، ولد في 13 مارس 1949 في ليستر في المملكة المتحدة.

## وصلات خارجية
- برايان آدامز على موقع أوليمبيديا (الإنجليزية)